# Bandera de Barberà del Vallès
La bandera oficial de Barberà del Vallès té la següent descripció:
Bandera apaïsada, de proporcions dos d'alt per tres de llarg, vermella, amb dues faixes juxtaposades a baix: l'una és groga i l'altra és verd fosca; cadascuna té de gruix 1/5 de l'alçària del drap; la verd fosca a la vora inferior.
Va ser aprovada el 15 de juliol de 2001 i publicada en el DOGC el 8 d'agost del mateix any amb el número 3448.